# Crossroads (1942)
Crossroads is een Amerikaanse mysteriefilm uit 1942 onder regie van Jack Conway.

## Verhaal
De film begint in 1935. David Talbot is een Franse diplomaat die een gelukkig leventje leidt met zijn vrouw Lucienne. Dan ontvangt hij een brief, geadresseerd aan 'Jean', waarin ₣1 miljoen geëist wordt. Hij laat onmiddellijk de afzender, Carlos Le Duc, arresteren, maar hij probeert uit te leggen dat het een schuld betreft die David maakte tussen 1919 en 1922, toen hij nog bekendstond als de beruchte crimineel Jean Pelletier. David kan zich hier niets van herinneren en wordt de volgende dag door Dr. Andre Tessier verteld dat hij lijdt aan geheugenverlies. Niet iedereen gelooft dit. Dr. Alex Dubroc trekt deze uitspraak in twijfel en ook zangeres Michelle Allaine is ervan overtuigd dat David liegt.
Op een dag krijgt David een bezoek van Henri Sarrou, die beweert dat ze jaren geleden een overval pleegden, waarbij hij iemand vermoordde en vervolgens met alle geld ervandoor ging. Aanvankelijk gelooft David niet dat hij Pelletier is, totdat Sarrou hem op een litteken wijst waar hij niet van af kon weten als hij hem niet kende. De volgende dag wordt hij gewaarschuwd voor Sarrou door Michelle, die hem een foto van hen samen laat zien. Ze adviseert hem om Pelletiers armoedige moeder te bezoeken om meer informatie te vergaren. Hoewel de oude vrouw hem niet als haar zoon erkent, krijgt David het gevoel dat hij wellicht de moordenaar en dief is.
Ondertussen vermoedt Lucienne dat de zaak het resultaat is van chantage door Sarrou. Ze probeert hem af te kopen met juwelen, maar hij laat David niet met rust. David is ten einde raad en koopt een treinkaartje naar Saigon. Voordat hij kan vertrekken krijgt hij dreigementen van Sarrou, die hem waarschuwt de stad niet te verlaten. Niet veel later wordt onthuld dat Pelletiers moeder in werkelijkheid een actrice is. David weet hier niet van af, omdat hij door Sarrou gedwongen wordt de kluis van zijn kantoor te kraken. Onderweg worden ze gevolgd door de argwanende Lucienne.
Ze betrapt hem heterdaad op de roof en smeekt hem te stoppen. Voordat Sarrou kan ingrijpen om het plan niet in duigen te laten vallen, arriveert de politie en worden ze gearresteerd. Michelle verschijnt niet veel later op het politiebureau en geeft toe dat David niet Pelletier is, maar dat hij er ingeluisd is. David en Lucienne worden vrijgelaten en tonen aan elkaar dat ze nog steeds zielsveel van elkaar houden.

## Rolbezetting
| Acteur            | Personage                     |
| ----------------- | ----------------------------- |
| William Powell    | David Talbot / Jean Pelletier |
| Hedy Lamarr       | Lucienne Talbot               |
| Claire Trevor     | Michelle Allaine              |
| Basil Rathbone    | Henri Sarrou                  |
| Margaret Wycherly | Madame Pelletier              |
| Felix Bressart    | Dr. Andre Tessier             |
| Sig Ruman         | Dr. Alex Dubroc               |
| H.B. Warner       | Aanklager                     |
| Anna Q. Nilsson   | Madame Deval                  |

## Achtergrond
Werktitels van de film zijn The Man Who Lost His Way, 'Til You Return en The Man from Martinique. De film is gebaseerd op de Franse film Carrefour (1938). De Amerikaanse verfilming werd groots aangepakt, er werd niet bezuinigd op kostuums en decors. De rol die Claire Trevor speelde werd aanvankelijk aangeboden aan Marlène Dietrich, maar zij weigerde in een film te spelen waar zij niet de ster in was. Naar geruchten was Trevor moeilijk om mee samen te werken, maar collega Hedy Lamarr sprak positief over de actrice.
De film werd met gemengde gevoelens ontvangen. De hoofdrolspelers werden geprezen om hun optredens, maar critici spraken vooral neerbuigend over het script. Lamarr kreeg veel kritiek van de pers en sprak later dan ook met weinig enthousiasme over de film.